# バンヤンツリー・バンコク
座標: 北緯13度43分25.4秒 東経100度32分22.9秒 / 北緯13.723722度 東経100.539694度

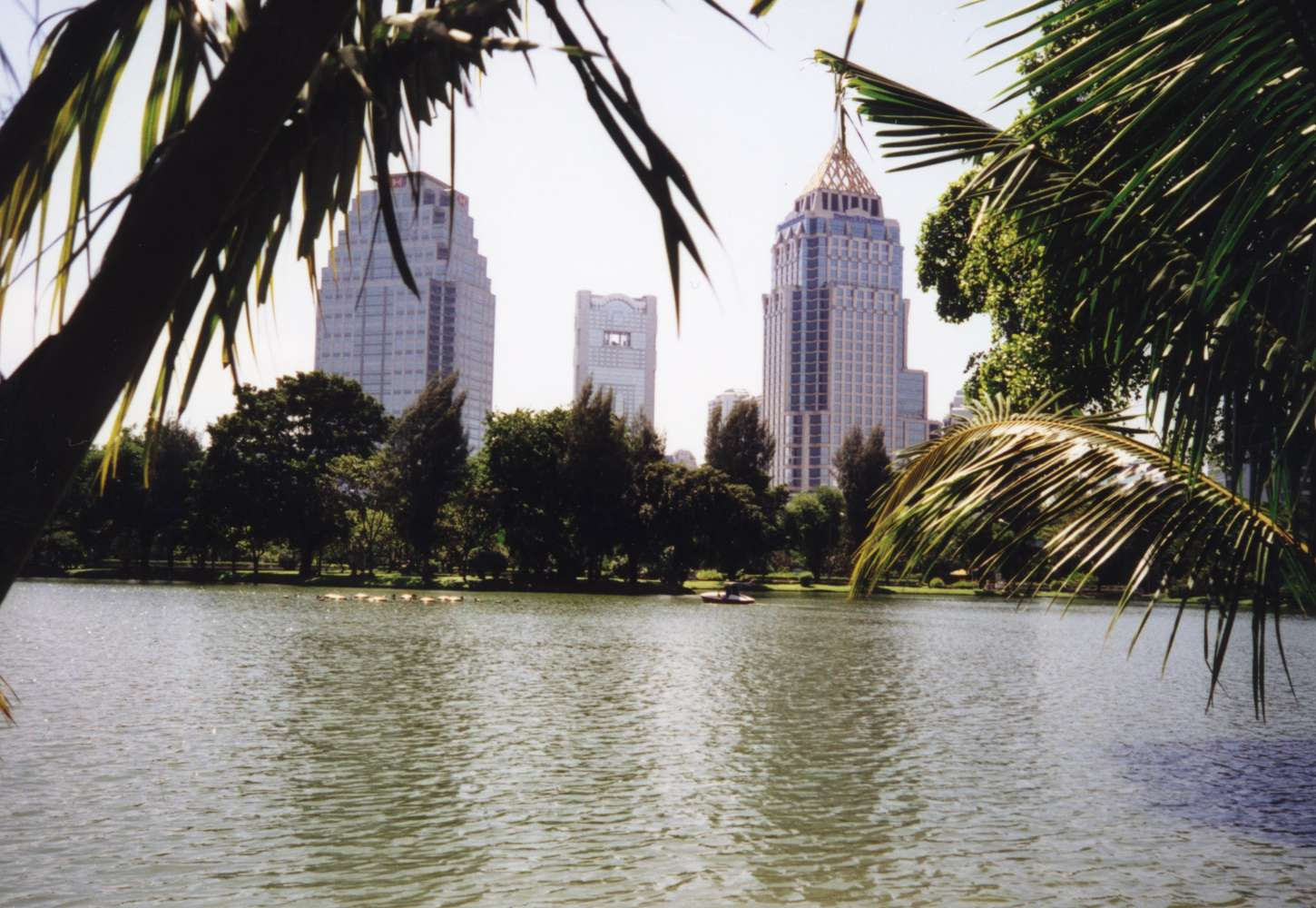
中央奥の高層ビルがバンヤンツリー・バンコク

バンヤンツリー・バンコク(Banyan Tree Bangkok)は、タイの首都であるバンコク・サートーン区にある最高級ホテル。かつてザ・リーディングホテルズ・オブ・ザ・ワールドに加盟していた。旧名称はウェスティン・バンヤンツリー・バンコクで、2002年1月に現名称に変更した。

## 特徴
バンコクのビジネス街であるサートン通りに屹立する石板のような60階建て216室の高層ホテル。隣にザ・スコータイ・バンコクがある。
客室は33階から上にあり、すばらしい眺望が楽しめる。50階から上はバンヤンツリー・クラブと呼ばれるエグゼクティブフロアで、専用ラウンジで軽食や飲み物が24時間提供されるなどのサービスが受けられる。客室は全室がベッドルームとリビングが分かれたスイートタイプで、一番狭い客室でも約48平方メートルの広さがある。
1997年開業。

## 設備
- ヴァーティゴ・グリル(Vertigo Grill)　屋上にあるグリルレストラン
- ムーン・バー(Moon Bar)　屋上にあるバー
- 白雲(Bai Yun)　中華料理
- ピア59(Pier 59)　シーフード
- 泰平(Taihei)　日本料理
- サフラン(Saffron)　パン・アジアン料理
- ロムサイ(Rom Sai)　24時間営業レストラン
- バンヤンツリー・スパ(Banyan Tree Spa)　スパ
- プール　屋外に1か所

など